# Köttmannsdorf
Köttmannsdorf (slovinsky Kotmara vas) je obec v Rakousku. Leží v okrese Klagenfurt-venkov ve spolkové zemi Korutany. Žije v ní přibližně 3 000 obyvatel, z toho 6,4 % se hlásí ke slovinské národnosti. 

## Přírodní podmínky
Obec se nachází v pohoří Sattnitz 10 km jihozápadně od Klagenfurtu a protéká jí potok Rekabach. Nejvyšším bodem je hora Sabalahöhe, vysoká 921 m n. m. V okolních lesích žije největší rakouská populace výrečka malého.

## Historie
První písemná zmínka pochází z roku 1142, název je odvozen od slovanského vlastního jména Hotimir. Významnou památkou je hrad Hollenburg, který patřil Ditrichštejnům. Nacházejí se zde také kostely svatého Jiří a svaté Markéty a zaniklý statek Karutschnig-Hof. V roce 1850 došlo ke spojení vesnic Hollenburg, Köttmannsdorf a Rotschitzen do jedné obce. V roce 1920 se konal korutanský plebiscit, v němž se 62,3 % obyvatel vyslovilo pro setrvání Köttmansdorfu v Rakousku. Sídlí zde slovinský kulturní spolek Gorjanci. Ve znaku obce jsou vyobrazeny tři lískové oříšky pocházející z pečeti Ulricha z Hollenburgu. 
Při dopravní nehodě nedaleko Köttmannsdorfu zemřel v roce 2008 Jörg Haider.

## Části obce
- Aich (Hovč)
- Am Teller (Talir)
- Gaisach (Čežava)
- Göriach (Gorje)
- Hollenburg (Humberk)
- Köttmannsdorf (Kotmara vas)
- Lambichl (Ilovje)
- Mostitz (Mostič)
- Neusaß (Vesava)
- Plöschenberg (Plešivec)
- Preliebl (Preblje)
- Rotschitzen (Ročica)
- St. Gandolf (Šentkandolf)
- St. Margarethen (Šmarjeta)
- Schwanein (Zvonina)
- Thal (Lipica)
- Trabesing (Trabesinje)
- Tretram (Medrejtre)
- Tschachoritsch (Čahorče)
- Tschrestal (Črezdol)
- Unterschloßberg (Pod Gradom)
- Wegscheide (Razpotje)
- Wurdach (Vrdi)